# Pia Università dei Cartai
La Pia Università dei Cartai di Fabriano è un'antica istituzione erede diretta dell'antica corporazione dell'arte della carta. È infatti l'unica delle circa venti corporazioni delle arti della Fabriano medievale ancora esistente. È posta sotto la protezione di Maria Maddalena che celebra solennemente ogni anno il 22 luglio. Ha la propria sede all'interno della Chiesa di Santa Maria Maddalena.

Pia Università dei Cartai

## Storia
La carta di Fabriano è rinomata sin dal Medioevo e la produzione è accertata in città dalla seconda metà del XIII secolo. L'arte dei fabbricanti di carta bambagina non nasce contemporaneamente all'avvio della manifattura, ma solo dopo un periodo di perfezionamento. Il primo priore "pro arte cartarum bombacis" è menzionato in un documento del 1293 e i cartai possono così avere rappresentanza nei consigli del comune.
(Romualdo Sassi, La Pia Università dei Cartai di Fabriano e la sua Chiesa di Santa Maria Maddalena)
Nel 1326 l'arte della carta bambagina, oltre a essere operativa, è regolata da un proprio statuto. In età moderna la corporazione assumerà il nome di Pia Università dei Cartai.
Il Trecento è il "secolo d'oro" di Fabriano e la manifattura cartaria già rappresenta il settore trainante con esportazioni in Italia, in Europa e in tutti i paesi del Mediterraneo. Lo sviluppo prosegue anche nei secoli successivi, ma a partire dalla fine del XVI secolo l'industria inizia un lento declino dovuto alla perdita delle autonomie da parte delle corporazioni delle arti a discapito del governo centrale e delle famiglie nobili della città. Anche la Pia Università dei Cartai entra in crisi.
È grazie al decisivo impulso dato all'attività cartaria da parte delle Cartiere Miliani Fabriano, che la Pia Università dei Cartai sopravvive e riprende vigore. Infatti, a partire dalla seconda metà dell'Ottocento, prima Giuseppe Miliani poi il figlio Giovanni Battista Miliani si possono fregiare del titolo di "Capitano dell'Arte". Le attività non sono più quelle del passato come la partecipazione al governo cittadino, ma persistono quelle di assistenza tra cartari, religiose e di beneficenza.
Da 1986 si dedica, tra le altre cose, alla pubblicazione di importanti volumi dedicati alla storia e alla tecnica cartaria, confluiti nella collana Storia della Carta curata da Giancarlo Castagnari. Dal 2011 l'attività editoriale viene portata avanti dalla Fondazione Fedrigoni Fabriano.

## Il culto di Santa Maria Maddalena
La devozione dei cartai fabrianesi nei confronti della loro patrona Santa Maria Maddalena si rinnova inesauribile da oltre quattro secoli, più precisamente dal 22 luglio 1599 quando, per sua intercessione miracolosa, un operaio esce illeso da una pressa sotto alla quale è schiacciato. Il prodigio è illustrato in un ex voto conservato oggi nella sacrestia della chiesa omonima dedicata alla Santa.
Il miracolo infervora incredibilmente le maestranze cartarie, inducendo sia i proprietari sia gli operai a iscriversi in gran numero alla confraternita del Crocifisso, che allora aveva nella chiesa la propria sede, e di conseguenza assumere Santa Maria Maddalena come protettrice dell'industria cartaria e della Pia Università, tanto da essere raffigurata nello stendardo dell'arte.
Il culto verso la Santa è però ancora più antico. Lo testimonia un passo delle Riformanze comunali del 1453: la festa del 22 luglio è considerata obbligatoria e viene multato chiunque sia sorpreso a lavorare. È sconosciuta la ragione per cui i fabbricanti di carta fabrianesi scelgono Maria Maddalena come patrona, ma la causa può risiedere nella vicinanza tra la piccola chiesa e i primi mulini dedicati alla fabbricazione della carta, sorti lungo le sponde del fiume Giano.
Nel 1839 il papa Gregorio XVI cede la Chiesa di Santa Maria Maddalena, di proprietà camerale, alla Pia Università dei Cartai perché «la uffizi come da tempi remoti hanno fatto», impegnandosi nelle riparazioni occorrenti. 
Da quella data la Chiesa di Santa Maria Maddalena diviene la sede ufficiale della Pia Università che ne amministra i beni in collaborazione con la Diocesi di Fabriano-Matelica.

## Pubblicazioni
- Contributi italiani alla diffusione della carta in Occidente tra XIV e XV secolo, a cura di Giancarlo Castagnari, Fabriano, Pia Università dei Cartai, 1990, ISBN non esistente
- Miscellanea di storia della carta. Origini e tecniche, imprenditori, fede religiosa, a cura di Giancarlo Castagnari, Fabriano, Pia Università dei Cartai, 1991, ISBN non esistente
- Carta e cartiere nelle Marche e nell'Umbria: dalle manifatture medievali all'industrializzazione, a cura di Giancarlo Castagnari, Fabriano, Pia Università dei Cartai, 1993, ISBN non esistente
- Produzione e uso delle carte filigranate in Europa (secoli XIII-XX), a cura di Giancarlo Castagnari, Fabriano, Pia Università dei Cartai, 1997, ISBN non esistente
- L'arte della carta nel secolo di Federico II, a cura di Giancarlo Castagnari, Fabriano, Pia Università dei Cartai, 1998, ISBN non esistente
- Emo Sparisci, Giuseppe Miliani un cartaro antico e moderno, Fabriano, Pia Università dei Cartai, 1999, ISBN non esistente
- Giancarlo Castagnari, L'uomo, il foglio, il segno. Studi di storia della carta, Fabriano, Pia Università dei Cartai, 2001, ISBN non esistente
- Giancarlo Castagnari, Carta, cartiere e cartai. La tematica storica di Andrea Gasparinetti, Fabriano, Pia Università dei Cartai, 2006, ISBN non esistente
- L'industria della carta nelle Marche e nell'Umbria. Imprenditori, lavoro, produzione, mercati. Secoli XVIII-XX, a cura di Giancarlo Castagnari, Fabriano, Pia Università dei Cartai, 2010, ISBN non esistente